# Ligue de football de Saint-Pierre-et-Miquelon
Die Ligue de football de Saint-Pierre-et-Miquelon (LFSPM) ist der regionale Fußballverband des französischen Überseegebiets Saint-Pierre und Miquelon. Die Organisation wurde im Jahre 1976 gegründet und ist Mitglied im französischen Fußballverband Fédération Française de Football. Eine Mitgliedschaft in der CONCACAF oder der FIFA besteht nicht. Präsident ist Jean de Lizarraga, sein Vorgänger war Louis Quedinet.

## Vereinsmannschaften auf Saint-Pierre und Miquelon
In sämtlichen Fußballmannschaften von Saint-Pierre und Miquelon spielen ausschließlich Amateure. 2009 waren 443 Vereinsspieler registriert. Inselmeisterschaften werden seit 1964 ausgetragen; die Clubs nehmen auch an Wettbewerben der angrenzenden kanadischen Provinz Neufundland und Labrador teil. Fußball ist dabei nicht die beliebteste Sportart auf den Inseln, Segeln und Eishockey sind verbreiteter.

### A.S. Ilienne Amateur
Der A.S. Ilienne Amateur gewann bereits 25-mal die Verbandsmeisterschaft (Stand 2013). Am 12. August 1978 gewann der Verein den Pokal im Wettbewerb der kanadischen Provinz Neufundland gegen den Lokalrivalen ASSP mit 6:4.

### A.S. Saint Pierraise
Der Association sportive Saint Pierraise (ASSP, auch: AS St-Pierre) ist der mit Abstand älteste Fußballverein von Saint-Pierre und Miquelon. Er wurde 1903 gegründet. Die offiziellen Mannschaftsfarben sind grün und weiß. Der A.S. Saint Pierraise gewann bereits 9-mal die Verbandsmeisterschaft (Stand 2013).

### A.S. Miquelonnaise
Der A.S. Miquelonnaise von der Nachbarinsel Miquelon-Langlade gewann im Jahr 2005 zum ersten Mal die Verbandsmeisterschaft und konnte diesen Erfolg bis 2016 noch drei Mal wiederholen.
Daneben finden sich immer wieder Firmen- und Freizeitmannschaften.

## Auswahlmannschaft von St. Pierre und Miquelon
Auf St. Pierre und Miquelon existiert neben den Vereinsmannschaften auch eine Auswahlmannschaft bzw. Fußballnationalmannschaft für Länderspiele, die jedoch im internationalen Fußball keine Bedeutung besitzt und noch kein anerkanntes Länderspiel absolviert hat.
Die Auswahlmannschaft von St. Pierre und Miquelon ist am Turnier um die Coupe de l’Outre-Mer teilnahmeberechtigt, das der französische Fußballverband für die Auswahlmannschaften der französischen Überseegebiete ausgerichtet hatte, nahm allerdings erstmals 2010 daran teil. Dabei unterlag sie gegen Réunion mit 0:11, gegen Mayotte 0:10 und gegen Französisch-Guayana 0:7. 2012 verlor die Mannschaft mit 0:13 gegen Guadeloupe, 0:10 gegen Réunion, 1:11 gegen Französisch-Guayana und das Spiel um Platz 7 mit 1:16 gegen Neukaledonien.

### Begegnungen
1. Obwohl gelegentlich[3] von einem 3:0-Sieg gegen die Belizische Fußballnationalmannschaft in Belize City im Jahre 1999 berichtet wird, bestreitet die Belize Football Association, dass dieses Spiel jemals stattfand.
2. Am 21. Juni 1997 spielte eine Auswahlmannschaft von St. Pierre und Miquelon gegen eine Auswahlmannschaft ehemaliger Profis aus Frankreich, die von Michel Platini angeführt wurde, und verlor die Begegnung vor der Rekordkulisse von 1.400 Zuschauern (einem Viertel der Inselbevölkerung) mit 4:5.[4]
3. Eine weitere Begegnung soll es am 3. Februar 1958 gegen eine Auswahl der französischen Marine gegeben haben; das Ergebnis ist nicht bekannt.[5]

## Fußballplätze
Es gibt auf Saint-Pierre und Miquelon drei Fußballfelder:
- Das Stade John Girardin auf St. Pierre ist der Fußballplatz des AS Îlienne Amateur und der Auswahlmannschaft. Das von einer Bande umgebene Spielfeld besitzt eine Kapazität von 500 Zuschauern.
- Das Stade Léonce Claireaux, ein von einer Bande umgebenes Fußballfeld mit einer regulären Kapazität von 500 Zuschauern, ist das zweite Fußballfeld auf St. Pierre. Hier finden die Heimspiele des A.S. Saint Pierraise statt.
- Auf Miquelon existiert ein Fußballplatz, der den Namen Stade de l’Avenir trägt. Auf diesem Platz finden die Heimspiele des A.S. Miquelonnaise statt.[6]